# Helena Byström
Eva Helena Olofsdotter Byström, född 18 september 1960 i Örnsköldsvik, är en svensk konstnär inom skulptur, video och fotografi. 
Helena Byström växte upp i Örnsköldsvik och utbildade sig i skulptur på Konstfack i Stockholm 1985–1990, Kungliga Konsthögskolan i Stockholm 1999–2000, Chalmers tekniska högskola i Göteborg 2002–04 och i fotografins och videokonstens historia på Konstfack 2011
Hon genomförde konstprojektet Blånagla 2014–2015 om livet på pappersbruket i Husum, vilket inkluderade en dansopera.
Hon har varit lärare på Örebro konstskola 1995–98
Helena Byström utvaldes i januari 2016 att gestalta en av de nya planerade tunnelbanestationerna i Stockholmsregionen.

## Offentliga verk i urval
- Libjiesbåaole (boll), polerat stål, 2014, Herrgårdsparken på Köpmanholmen[2]
- Rörliga bildprojektioner, 1999, Vibackeskolan, Vi, Sundsvall (tillsammans med Åsa Lipka Falck i konstnärsduon raketa)
- Life is but a dream, fototak, LCD-skärm i vägg, 2010, Stockholms BB, Danderyds sjukhus
- Hur långt kan du simma, ridå, 2003, Folkets Hus i Kiruna
- Hello-Goodbye, rörliga bilder, 2002, Katrinelunds skola i Sundsvall (tillsammans med Åsa Lipka Falck i konstnärsduon raketa)
- Havet, glasmosaik, 1998, Eriksdalsbadet i Stockholm